# Oblikovan eksplozivni naboj
Oblikovan eksplozivni naboj (ang. Shaped charge) je vrsta naboja, ki je oblikovan tako, da fokusira eksplozivno energijo na želeno mesto. Obstajaja različni tipi, ki se uporabljajo penetracijo oklepa, za rezanje in oblikovanje kovin, za začetek reakcije v jedrski bombi in v naftni industriji.
Tipično protioklepni projektil z oblikovanim nabojem, lahko prebije v oklep debeline okrog 7x (ali celo več) premera naboja. Akronim HEAT kar prevedeno pomeni toplota, lahko povzroči nejasnost. Projektil ne tali oklepa, ampak ga prebije povsem s kinetično energijo. Pri tem uporablja Munroe-jev ali Neumann-ov effekt.